# Kierz Niedźwiedzi
Kierz Niedźwiedzi – wieś w Polsce położona w województwie świętokrzyskim, w powiecie skarżyskim, w gminie Skarżysko Kościelne.
Był wsią biskupstwa krakowskiego w województwie sandomierskim w ostatniej ćwierci XVI wieku.  W latach 1975–1998 miejscowość administracyjnie należała do województwa radomskiego. Od roku 1999 znajdowała się w województwie mazowieckim w powiecie szydłowieckim, od 1 stycznia 2004 r. w województwie świętokrzyskim, w powiecie skarżyskim w gminie Skarżysko Kościelne.
Wieś jest siedzibą rzymskokatolickiej parafii św. Maksymiliana Kolbego.

## Historia
W XIX w. wieś i folwark donacyjny w gminie Rogów i parafii Jastrząb. W 1880 r. znajdowało się tu 55 domów, 311 mieszkańców, 406 morg dworskich i 674 włościańskich.

## Miejsca pamięci
Nieopodal Kierza Niedźwiedziego znajduje się zadbana leśna mogiła powstańców 1863 roku. Brak jest dokumentów, które mogą jednoznacznie wskazać na pochodzenie mogiły. Ustne przekazy ludności miejscowej wskazują na pochówek nieznanej ilości powstańców styczniowych.
 
Powstanie tej mogiły można wiązać z bitwą oddziału powstańców pod dowództwem kpt. Michalskiego 20.IV. 1863 r. pod Grzybową Górą, a właściwie to w Gatce (obecna nazwa – Gadka). Potyczka bardzo udana, ale ze strony polskiej było 19 zabitych oraz 26 rannych. 

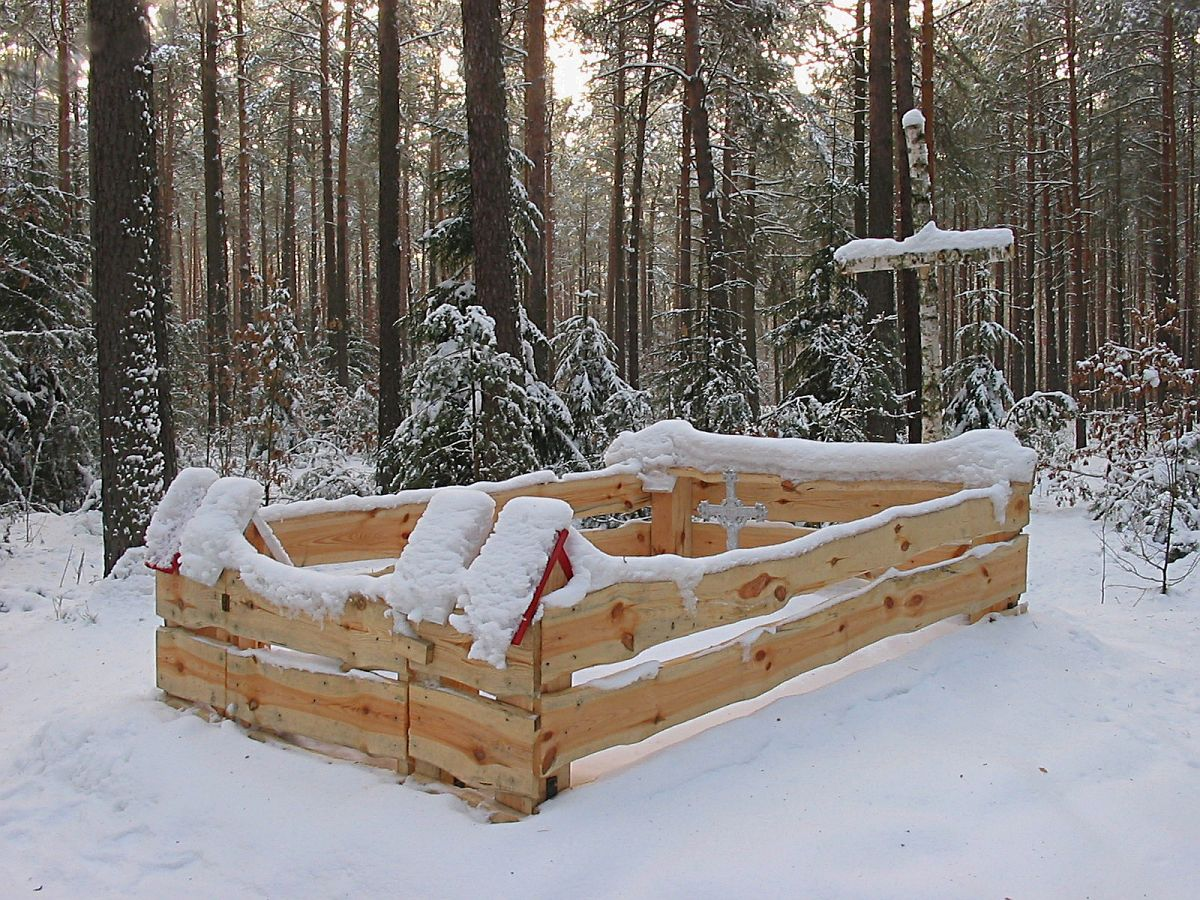
Mogiła powstańców styczniowych
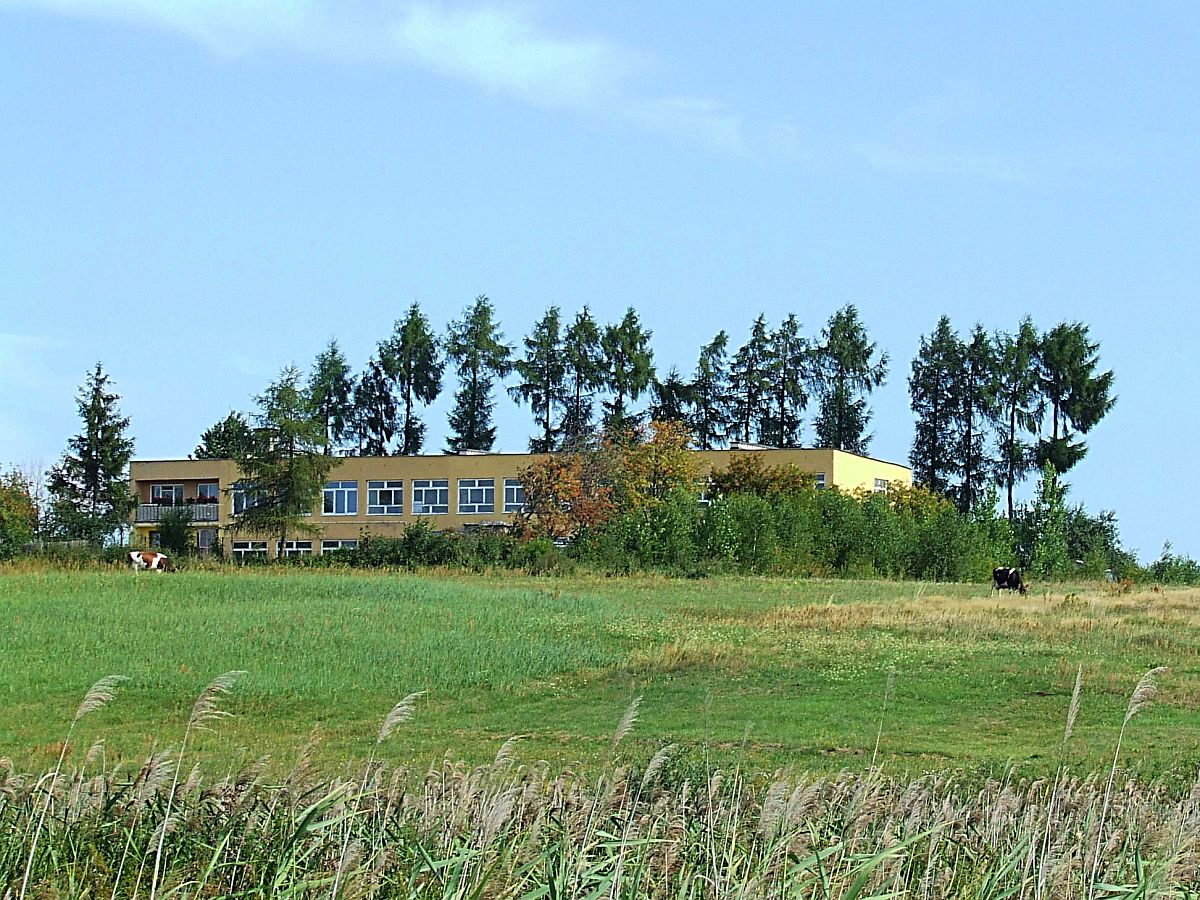
Szkoła podstawowa